# Joanna Cameron
JoAnna Cameron, nata Patricia Kara Cameron (Greeley, 20 settembre 1948 – Oahu, 15 ottobre 2021), è stata un'attrice statunitense.

## Filmografia parziale

### Cinema
- How to Commit Marriage, regia di Norman Panama (1969)
- Amo mia moglie (I Love My Wife), regia di Mel Stuart (1970)
- ...E dopo le uccido (Pretty Maids All in a Row), regia di Roger Vadim (1971)
- Posso, me lo permette il fisico (B.S. I Love You), regia di Steven Hilliard Stern (1971)

### Televisione
- Marcus Welby (Marcus Welby, M.D.) – serie TV, 4 episodi (1970-1972)
- Può capitare anche a voi (It Couldn't Happen to a Nicer Guy) – film TV (1974)
- La maschera del sole (High Risk) – film TV (1976)
- Shazam! – serie TV, 3 episodi (1975-1976)
- Isis (The Secrets of Isis) – serie TV, 22 episodi (1975-1976)
- The Amazing Spider-Man – serie TV, 2 episodi (1978)
- L'Uomo Ragno colpisce ancora (Spider Man Strikes Back) – film TV (1978)
- Switch – serie TV, 2 episodi (1975-1978)
- Colombo - Una mossa sbagliata (quarta stagione 1971-1974)